# Kartell-Zeitung (Sondershäuser Verband)
Die Kartell-Zeitung war als Verbandszeitschrift das offizielle Organ des Sondershäuser Verbands, eines Korporationsverband musischer, nichtschlagender und nicht farbentragender, aber farbenführender Studentenverbindungen in Deutschland und Österreich. Der Haupttitel lautete zwischenzeitlich Kartell-Zeitung des Verbandes Deutscher Studenten-Gesangvereine.
Der Titel erschien erstmals mit Ausgabe 1.1884 und letztmals mit Ausgabe 32.1915/16. In der Zeitschriftendatenbank wird die SV-Zeitung (Untertitel: Nachrichtenbatt des Sondershäuser Verbandes und des Verbandes Alter SVer) als Fortsetzung geführt.